# Milagros Cabral
Milagros Cabral De La Cruz (* 17. Oktober 1978 in Santo Domingo, Dominikanische Republik) ist dominikanische Volleyball-Nationalspielerin.
Milagros Cabral nahm zweimal an Olympischen Spielen teil und belegte 2004 in Athen Platz elf sowie 2012 in London Platz fünf.